# Phyllogomphoides singularis
Phyllogomphoides singularis är en trollsländeart som beskrevs av Belle 1979. Phyllogomphoides singularis ingår i släktet Phyllogomphoides och familjen flodtrollsländor. IUCN kategoriserar arten globalt som otillräckligt studerad. Inga underarter finns listade i Catalogue of Life.